# ناو هواپیمابر رده نیمیتز

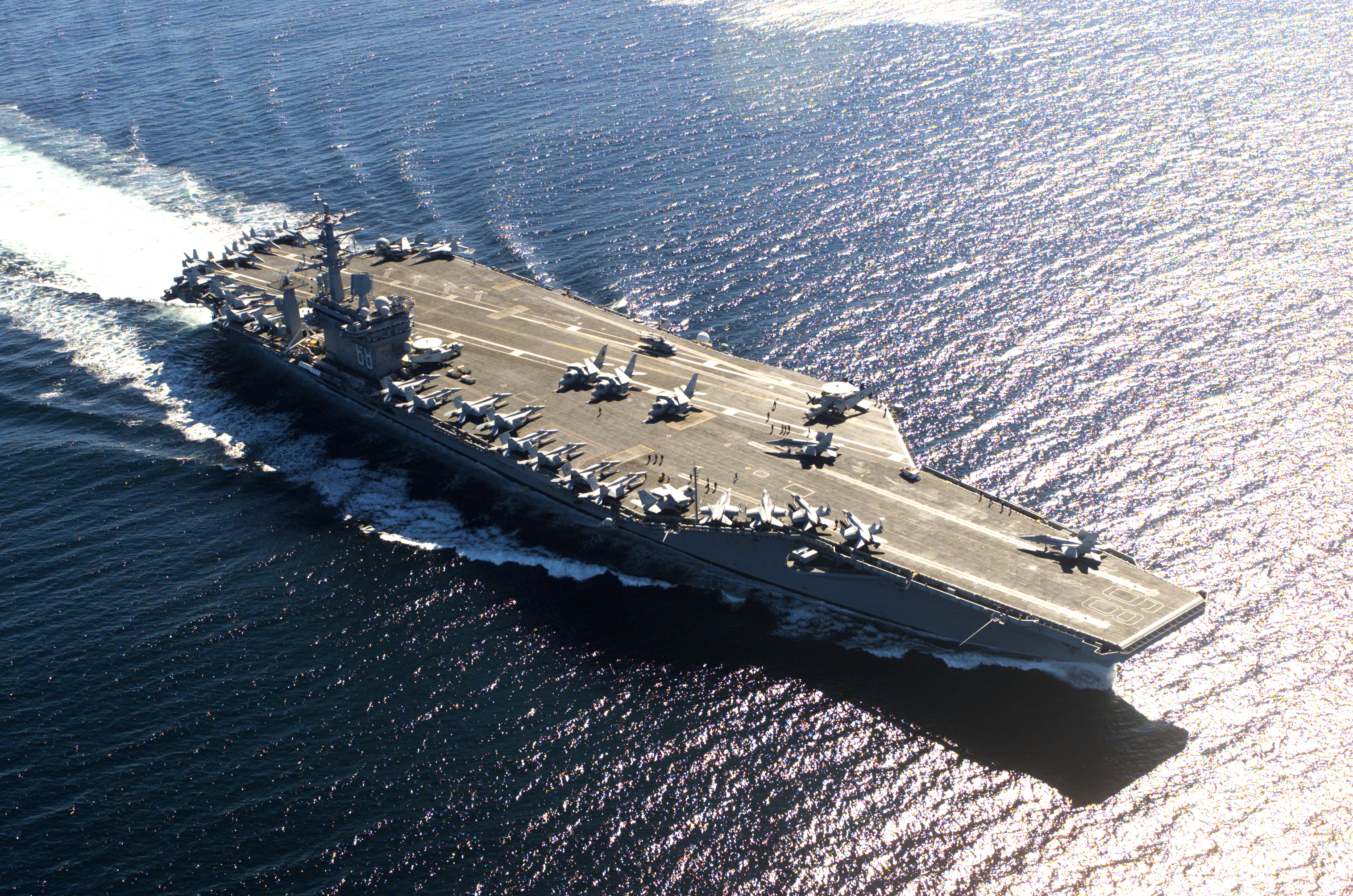
ناو هواپیمابر یواس‌اس نیمیتز نخستین ناو از رده نیمیتز که در سال ۱۹۷۶ میلادی وارد خدمت شد

ناو هواپیمابر رده نیمیتز (به انگلیسی: Nimitz-class aircraft carrier) یک رده‌بندی شامل ۱۰ فروند ناو هواپیمابر هسته‌ای در حال خدمت ناوگان دریایی هسته‌ای نیروی دریایی ایالات متحده آمریکا است. نامگذاری این رده به پاس خدمات چستر نیمیتز فرمانده اسبق عملیات نیروی دریایی آمریکا انجام شد. تمامی ده ناوهواپیمابر توسط شرکت کشتی سازی نیوپورت نیوز در ویرجینیا ساخته شده‌اند. یواس‌اس نیمیتز نخستین ناو این رده در سال ۱۹۷۲ میلادی به آب انداخته شد و یواس‌اس جورج اچ. دبلیو. بوش جدیدترین عضو خانوادهٔ نیمیتز می‌باشد که در سال ۲۰۰۹ عملیاتی گردید. طول این ناوها بیش از ۳۳۰ متر، عرض عرشه‌شان بین ۷۷ تا ۷۸ متر و وزن هر کدام از آنها در حدود یک‌صدهزار تن می‌باشد. پیشرانه این ناوها از دو رآکتور آب فشرده استفاده می‌کند و می‌توانند به سرعتی در حدود ۶۰ کیلومتر در ساعت برسند. این قابلیت باعث می‌شود که این ناوها بدون سوختگیری بتوانند به میزان ۲۰ سال به‌طور مداوم به انجام عملیات در سراسر دنیا بپردازند و طول دوره خدمتی نزدیک به ۵۰ سال داشته باشند.